# Yasuhiro Takemoto
Yasuhiro Takemoto (japanisch 武本 康弘 Takemoto Yasuhiro; * 5. April 1972 in Hyōgo, Japan; † 18. Juli 2019 in Kyōto, Japan) war ein japanischer Animator, Drehbuchautor und Filmregisseur.

## Leben
Bis 2003 arbeitete Yasuhiro Takemoto bei seinem Arbeitgeber Kyōto Animation als Animator, Schlüsselbildzeichner und Drehbuchautor und Regisseur einzelner Folgen an diversen Produktionen anderer Studios mit, da Kyōto Animation bis dahin nur als Nachunternehmer tätig war. Als solcher war Takemoto unter anderem an einzelnen Folgen von Inu Yasha (Regie, Drehbuch), Gate Keepers (Drehbuch), Jungle Wa Itsumo Hale Nochi Guu (Drehbuch, Regie) und Kiddy Grade (Drehbuch, Regie) oder als Schlüsselbildzeichner für Doraemon- und Crayon-Shin-Chan-Filme beteiligt. Seine erste eigene Regiearbeit, Full Metal Panic? Fumoffu von 2003, war zugleich die erste von Kyōto Animation in Eigenregie produzierte Serie, der weitere folgten. Fumoffu war die Fortsetzung einer bereits erfolgreichen Serie und setzte sich – zusammen mit Kyōto Animations weiteren Fortsetzungen Full Metal Panic! The Second Raid – von deren erster Staffel durch deutlich höhere Qualität der Produktion ab, insbesondere eine bessere Integration von klassischer 2D-Animation und Computeranimation, die Nutzung visueller Effekte und naturalistischer Hintergründe. Dies sollte bei späteren Produktionen beibehalten und zum besonderen Merkmal des Studios werden.
2007 übernahm er nach vier Folgen die Regie zur Animeserie Lucky Star und ersetzte damit Yutaka Yamamoto, dem die Aufgabe entzogen wurde. Weitere Serien, an denen Takemoto maßgeblich beteiligt war, sind insbesondere 2012 Hyōka, 2014 Amagi Brilliant Park und 2017 Miss Kobayashi’s Dragon Maid. In Hyōka, basierend auf Mystery-Romanen von Honobu Yonezawa, wollte Takemoto einem Interview zufolge vor dem Hintergrund von Mystery-Geschichten schmerzhafte Erfahrungen in der Jugend thematisieren, die einen jungen Menschen prägen und wachsen lassen. An allen anderen Produktionen von Kyōto Animation wirkte er in kleineren Positionen wie zuvor bei den Auftragsarbeiten für andere Studios: als Drehbuchautor oder Regisseur einzelner Folgen, als Schlüsselbildzeichner oder Animator.
Yasuhiro Takemoto kam am 18. Juli 2019 beim Brandanschlag auf Kyōto Animation im Alter von 47 Jahren ums Leben.

## Filmografie
als Regisseur
- 2003: Full Metal Panic? Fumoffu
- 2005: Full Metal Panic! The Second Raid
- 2006: Full Metal Panic! The Second Raid, auch Drehbuchautor
- 2007: Lucky Star
- 2008: Lucky Star OVA
- 2009: The Melancholy of Haruhi-chan Suzumiya
- 2010: Suzumiya Haruhi no Shōshitsu, auch Drehbuchautor
- 2012: Hyōka
- 2014: Amagi Brilliant Park
- 2015: High Speed! -Free! Starting Days-, auch Drehbuchautor
- 2017: Miss Kobayashi’s Dragon Maid
- 2017: Free! -Take Your Marks-
- 2017: Gekijoban Hibike! Euphonium - Todoketai Melody, auch Drehbuchautor